# Железная дорога Казахстан — Туркменистан — Иран

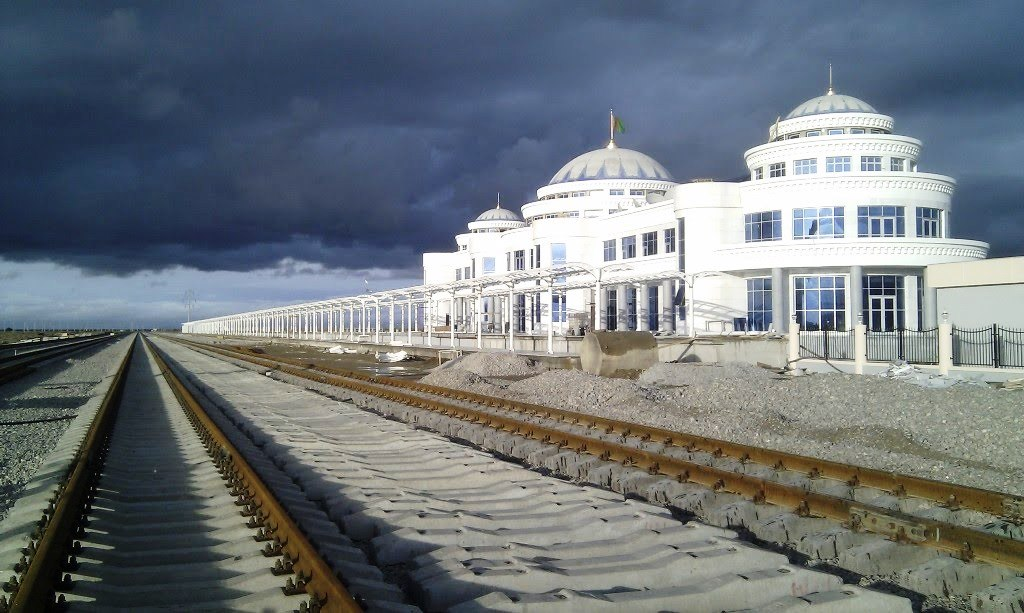
Железнодорожная станция Берекет II.

Железная дорога Казахстан — Туркменистан — Иран международного транспортного коридора Север — Юг — железная дорога, построенная в 2009—2014 годах в Центральной Азии, связывающая Казахстан, Туркменистан и Иран.
Другое название — Восточный маршрут Север — Юг. Старая его ветвь проходит через Каракалпакию (Казахстан, Узбекистан, Туркменистан) с выходом на железнодорожную сеть Ирана по пограничному переходу Теджен — Серахс. Перестановка тележек осуществляется на станции Серахс.
Новая ветвь прошла через станцию Болашак (напрямую из западного Казахстана в Туркменистан), введена в 2014 году и выходит на Иранскую Республику по пограничному переходу Этрек — Горган. Она также позволит сократить расстояние от Китая до Ирана по Казахстану на 500 км.
Железная дорога создала дополнительные пути, связывающие Казахстан, Центральные районы России с Туркменистаном, Ираном, странами Персидского залива, Южной и Юго-Восточной Азии и позволяет увеличить транзитный грузовой и пассажиропоток, уменьшает расходы на перевозку, экономит время путешествия и вызывает экономический рост в регионах, по которым проходит дорога, через увеличенное транспортное движение и обеспечение доступности сельских районов.
Пассажирское движение (в виде одной пары пригородных поездов) существует исключительно на участке Жанаозен — Болашак.

## История строительства
В 2007 году между Казахстаном, Туркменистаном и Ираном было подписано трёхстороннее межправительственное соглашение о строительстве линии Жанаозен — Гызылгая — Берекет — Этрек — Горган с последующим выходом на сеть российских железных дорог, которая сократит маршрут на 600 км.
В 2009 году страны приступили к строительству.

### Участок Казахстан — Туркменистан
В ноябре 2011 года было завершено строительство казахского участка от станции Жанаозен до пограничной станции Болашак длиной 145 км. На казахском участке были также построены станции: Бастау, Акбобек, Бопай, Тайгыр, Курмаш, Бестортколь. Открытие линии было запланировано на 2012 год. Однако строительство туркменского участка к этому времени не было завершено.
11 мая 2013 года состоялось торжественное открытие пограничного перехода Болашак (Казахстан) ↔ Серхетяка (Туркменистан), а также железной дороги длиной 441 км по территории Туркменистана от границы до станции Берекет (Казанджик) на линии Ашхабад — Туркменбашы. Оно прошло при участии президентов Туркменистана Гурбангулы Бердымухамедова и Казахстана Нурсултана Назарбаева. Международный переход проходит между пограничными станциями Болашак (Казахстан) и Серхетяка (Туркменистан).

### Участок Туркменистан — Иран
В сентябре 2012 года по ряду экономических причин был расторгнут контракт с иранской компанией «Парс энерджи», которая строила туркменский участок Берекет — Этрек.
В мае 2013 года Иран пригласил Кыргызстан присоединиться к строительству железной дороги Иран — Туркменистан — Казахстан.
27 мая 2013 года был открыт иранский участок Горган — Инче-Бурун, протяжённостью 78,5 км. В июне был подписан договор на строительство 13 железнодорожных мостов на туркменском участке Берекет — Этрек, которое планировалось завершить в августе 2014 года.
В июне 2013 года президент Турции Абдулла Гюль заявил, что Турция готова присоединиться к транспортному коридору Иран — Туркменистан — Казахстан.
23 августа 2014 года было завершено строительство туркменского участка железной дороги длиной 253 км до иранской границы.
3 декабря 2014 года состоялась торжественная церемония открытия железнодорожной магистрали «Север — Юг», при участии президента Туркменистана Гурбангулы Бердымухамедова, президента Ирана Хасана Рухани и президента Казахстана Нурсултана Назарбаева.

## Финансовое обеспечение строительства

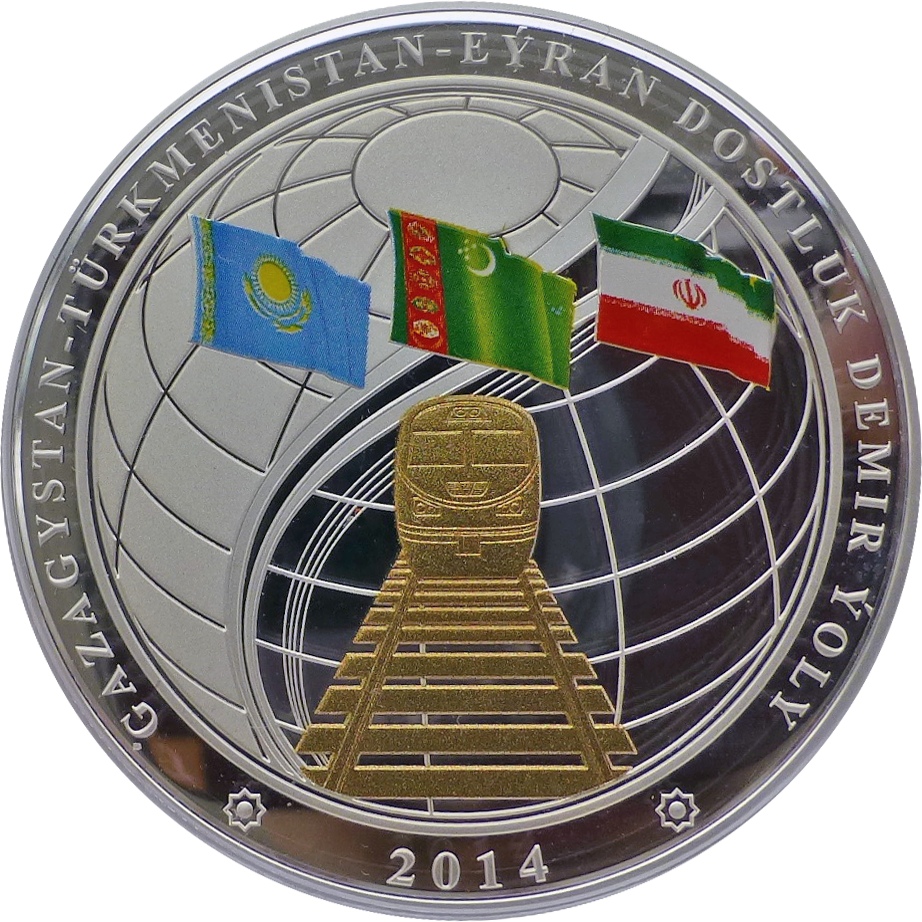
Памятная туркменская монета.

Часть северного туркменского отрезка (Берекет — Гызылгая — Серхетяка) железнодорожной дороги (только по электроснабжению, сигнализацию и телекоммуникации) частично (75 %) профинансирует Азиатский банк развития, в размере $225 млн. Другой отрезок международной железной дороги на территории Туркменистана (Берекет — Этрек) строится за счёт кредита в размере $371 млн, предоставленного Исламским банком развития.
Стоимость двухлетнего строительства казахского участка в 145 км составила 65 млрд тенге ($430 млн).
На строительство 78,5 км иранского участка Горган — Инче-Бурун потребовалось 10 месяцев и 130 млрд персидских туманов ($106 млн).